# 오가와정 (후쿠시마현)
오가와정(小川町)은 후쿠시마현 이와키군에 있던 정이다. 1966년 10월 1일 오가와정 등 14개 시·정·촌이 합병하여 이와키시가 신설되고 폐지되었다.

## 지리
후쿠시마현 남동부(하마도리 남부)에 존재했던 촌이다. 나쓰이강 유역에 위치하며, 북부는 니젠산과 네나키산을 비롯한 산지, 오가와고 역 주변 이남은 평야와 구릉으로 이루어져 주택지와 전원 풍경이 펼쳐져 있다. 농업은 특히 벼농사와 과수원이 활발했다. 또한, 마을 중앙부를 흐르는 나쓰이강을 따라 국철 반에쓰트선이 지나고, 에다역과 오가와고역이 마을 내에 위치했다. 

## 역사
- 1889년 4월 1일 - 가미오가와무라와 후쿠오카촌이 합병해 가미오가와촌이 성립. 시바하라촌, 가미다이라촌, 시모오가와촌, 세키바촌가 합병해 시모오가와촌이 성립. 아카이촌, 니시오가와촌, 미시마촌, 다카하기촌, 시오타촌이 합병해 아카이촌이 성립하였다.
- 1955년 - 가미오가와촌, 시모오가와촌과 아카이촌의 대부분이 합병, 정으로 승격해 오가와정이 되었다.
- 1966년 10월 1일 - 다이라시, 우치고시, 이와키시, 나코소시, 조반시, 이와키군 요쓰쿠라정, 도노정, 오가와정, 요시마촌, 미와촌, 다비토촌, 가와마에촌, 후타바군 히사노하마정, 오히사촌 등 14개 시·정·촌(5시 4정 5촌)이 합병하여 이와키시가 신설되고 폐지되었다.

## 참고 문헌
- 角川日本地名大辞典 7 福島県（角川書店）